# 一宮市立豊島図書館
一宮市立豊島図書館（いちのみやしりつとよしまとしょかん）は、かつてあった一宮市の公共図書館。一宮市立中央図書館の前身となった図書館である。1966年（昭和41年）4月6日に開館し、2012年（平成24年）9月30日に閉館した。2015年（平成27年）4月1日には建物が一宮市博物館豊島記念資料館としてリニューアルオープンした。

## 歴史

### 開館

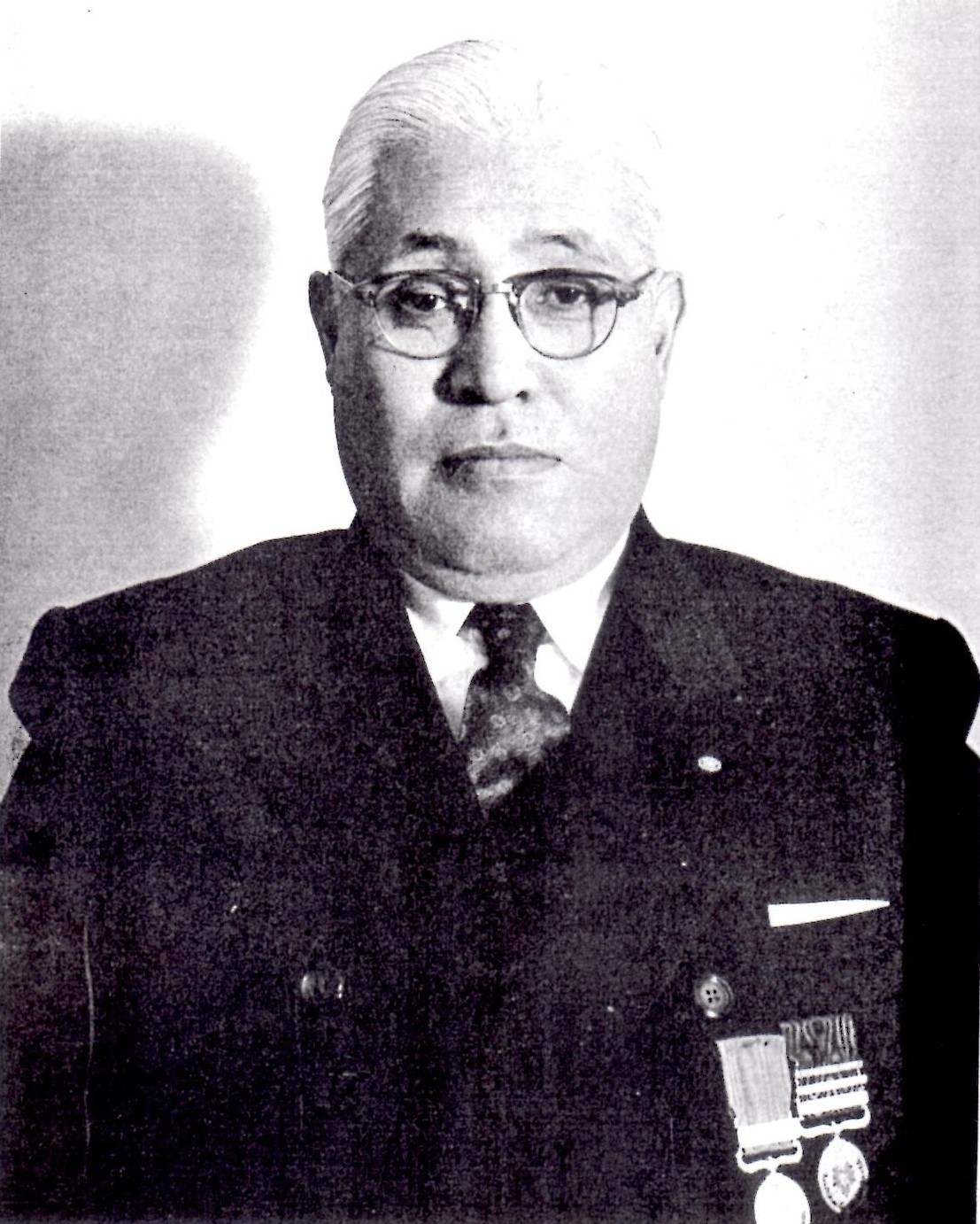
館名の由来となった四代目豊島半七

1952年（昭和27年）から1966年（昭和41年）まで使用した大宮町時代の建物は環境面に問題があったため、一宮市は図書館創立50周年記念事業として新館の建設を計画。基本構想は一宮市から図書館に一任され、設計には図書館側の意向が強く反映されているという。1965年（昭和40年）5月29日に本町通8丁目に新館が起工され、1966年3月28日に竣工。4月6日に一宮市立豊島図書館が開館した。
図書館の建設にあたって一宮商工会議所会頭であった四代目豊島半七が敷地を寄付したことで、豊島の名を冠した名称となった。新館開館に合わせて、3月25日には『一宮市立図書館50年史』が刊行されている。利用者中心の設計が評価され、開館後には近隣自治体から視察が相次いだ。1964年10月1日には繊維図書コーナーが設置された。

### 開館後
1970年（昭和45年）には同じ敷地の南側に一宮市児童文化センターが開館し、児童書や学習参考書などの資料、プラネタリウムを有する視聴覚室などが好評を博した。1980年（昭和55年）には児童文化センターが豊島図書館別館と改変された。1988年（昭和63年）には別館が視聴覚活動の拠点として位置づけられ、視聴覚資料の貸出が開始された。1989年度の貸出者数は115,164人だったが、同年のコンピュータ導入から10年間でほぼ倍増し、1998年度（平成10年度）には218,851人となった。1995年（平成7年）には一宮市教育長が一宮市立図書館長と一宮市博物館長を兼任する異例の事態が起こった。
1998年（平成10年）には一宮市内に倉庫を借りて蔵書の保管スペースとしている。1999年（平成11年）時点では、約39万冊の蔵書のうち開架は約10万冊に過ぎず、残りの約29万冊は4階建の閉架書庫にしまわれていた。閉架書庫の棚も逼迫しており、入りきらない蔵書は横積みにして押し込んでいる有様だった。館内にはエレベーターが設置されていないため、車いすの利用者が2階の一般書フロアに行く際には職員が抱え上げる必要があった。駐車場不足も深刻であり、土日には周辺道路の渋滞を引き起こすことがあった。近隣の江南市立図書館（江南市）や岩倉市図書館（岩倉市）は一宮市民への広域利用を認めていたが、一宮市はこれらの自治体より規模が大きいにもかかわらず、体制不足から広域利用を行えなかった。
2005年（平成17年）には旧一宮市・尾西市・木曽川町の2市1町が合併して新一宮市が誕生し、人口は合併前の約28万人から約37万人となった。同時に隣接する稲沢市が平和町と祖父江町を編入合併しており、広域貸出を新稲沢市にも拡大している。2005年4月には経費削減の一環として、1966年から毎月40年以上続けて463号に達していた館報の発行を取りやめた。一宮市立図書館は地場産業である繊維関係の郷土資料が多いことが特徴であり、2007年時点では豊島図書館に約4,000冊、尾西図書館に約1,000冊の繊維関係資料があった。

### 閉館
2013年（平成25年）1月10日に尾張一宮駅前ビル（i-ビル）に一宮市立中央図書館が開館することに伴って、2012年（平成24年）9月30日に豊島図書館が閉館した。2015年（平成27年）4月1日には建物が一宮市博物館豊島記念資料館としてリニューアルオープンした。見学したい場合は事前に予約する必要がある。

## 特色

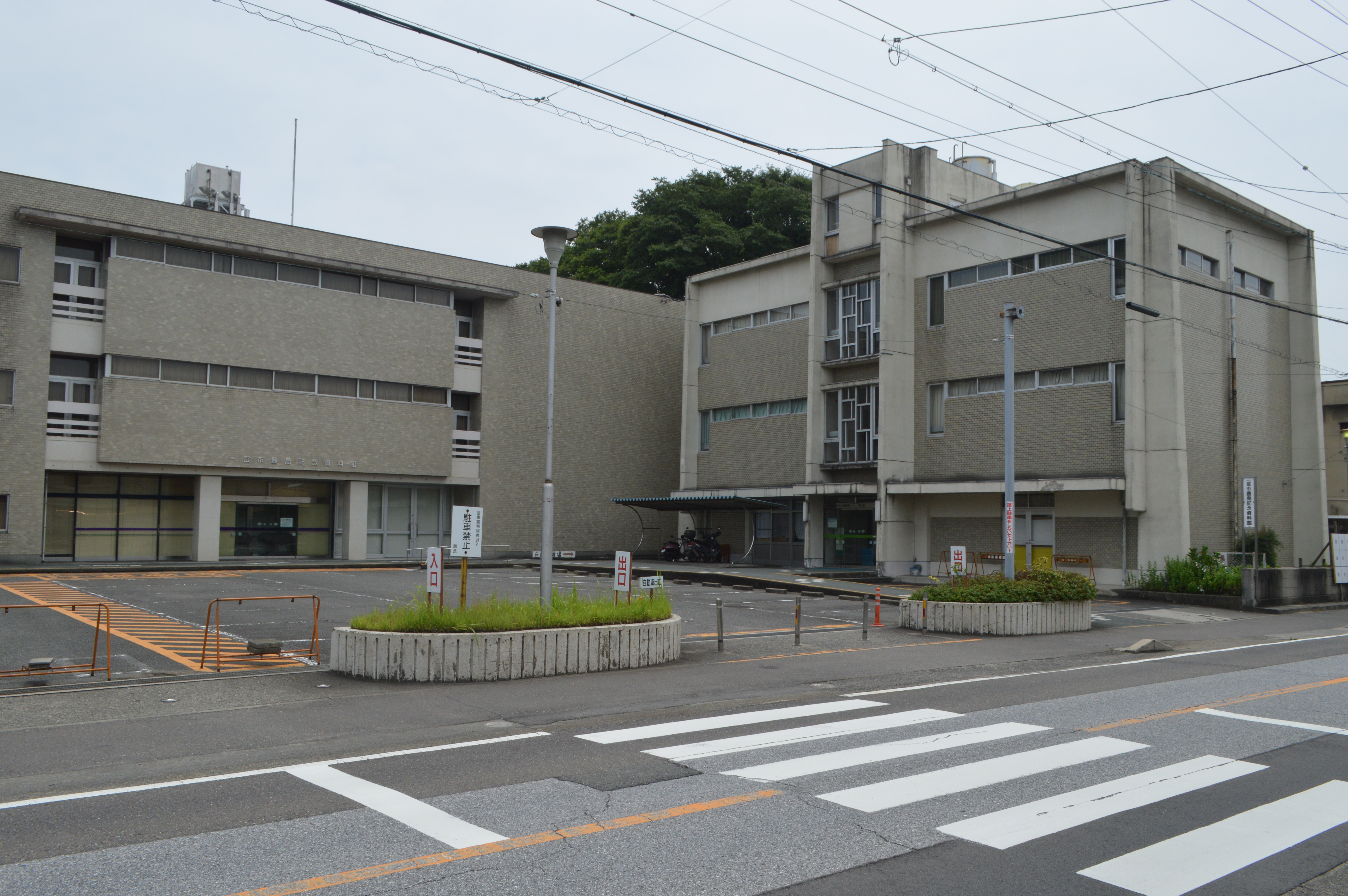
本館と別館（右）

豊島図書館の構造は鉄筋コンクリート造3階建一部4階建、延床面積は2,320m2であり、1階は事務室、2階は一般閲覧室・目録室・開架式閲覧室・整理複写室、3階は高校生閲覧室・研究室に充てられた。開館当初の蔵書数は約54,000冊であり、うち開架は約6,900冊だった。
特色としては、開架式閲覧室があること、個人研究室4室があること（後に消滅）、閲覧室が一般と高校生に分けそれぞれ男女別であること、手荷物を入れるロッカーがあること、書庫の一部が電動式であることなどが挙げられる。閲覧室を男女別とするのは1966年（昭和41年）当時としても時代錯誤的だったが、不純異性交遊の場となることを避けるための措置だった。児童室を設けていないことも特徴であり、児童向けの図書は学校図書館に委ねていた。当時としては最先端の設備だった監視カメラが、4つの閲覧室それぞれに設置された。
豊島株式会社の四代目豊島半七社長（1962年死去）が館名の由来である。豊島株式会社は一宮市に本社を置く繊維商社であり、1964年（昭和39年）頃に遺族が一宮市に1億円を寄贈した。伊藤一市長は寄付金全額を図書館建設に充て、館長室には四代目豊島半七の胸像が据えられた。遺族は館名に豊島の名前を入れることを固辞したが、一宮市が遺族を説得し、結局は館名に豊島の名が冠されている。
2015年（平成27年）4月1日には、閉館した豊島図書館を改修して一宮市博物館豊島記念資料館が開館した。足踏み式の木製織機、大正末期に導入された撚糸機、昭和初期の毛織物乾燥機・脱水機など、一宮の地場産業の歴史を伝えている。